# Mapy Cortés
Mapy Cortés (María del Pilar Cordero; * 1. März 1910 in San Juan; † 2. August 1998 ebenda) war eine puerto-ricanische Schauspielerin.
Cortés debütierte als Filmschauspielerin 1933 in Spanien neben Joaquín Bergía und Consuelo Cuevas in Dos Mujeres y un Don Juan. Es folgten weitere erfolgreiche Filme wie El Paraíso Recobrado (1935), No me Mates (1936), Gato Montes (1936) und Amor Gitano (1936) und lernte in dieser Zeit den Schauspieler und Produzenten Fernando Cortés kennen. Als sie diesen heiratete, hatte sie bereits in fünfzehn Filmen gespielt.
1937 entstand in der Regie von Jean Grémillon und Luis Buñuel der Film Centinela, alerta! nach einem Drehbuch von Buñuel und Carlos Arniches. Bis zum Ausbruch des Spanischen Bürgerkrieges drehte sie noch die Filme Las Tandas del Principal, En Tiempos de Don Porfirio, La Hija del Regimientound El Globo de Cantoya. 
In Argentinien hatte sie 1938 Erfolg in dem Film Un Tipo con suerte unter der Regie von Carlos Calderón de la Barca. Von dort ging sie nach Kuba und feierte neben dem mexikanischen Sänger Juan Arvizu Triumphe in Ahora Seremos Felices. Anfang der 1940er Jahre drehte sie mehrere Filme in Mexiko (u. a. La liga de las canciones, El Conde de Monte Cristo und Las cinco noches de Adán).
Ihr erster Film unter Leitung war La Picara Susana (1944), es folgte 1045 die Zarzuela La Corte de Faraón. In Hollywood spielte Cortés erstmals 1942 in dem Film Seven Days Leaves neben Victor Mature und Lucille Ball. Ihre erste Fernsehproduktion war die von Paquito Cordero produzierte Komödie La Mujer Asesinadita, die 1954 im puerto-ricanischen Fernsehen ausgestrahlt wurde. Mit ihrem Ehemann realisierte sie auch die erste puerto-ricanische Sitcom Mapy y Papi (mit letzterem als "Papi").
Zu ihren späteren Filmen zählen Dormitorio para Senoritas (1959), Lamento Borincano (1962), Los Expatriados (1963), Mister Dolar und Los Tres Pecados (1965), En mi Viejo San Juan (1966),  Luna de Miel en Puerto Rico (1968) und El Gendarme Desconocido (1987). Ihre letzten Fernsehauftritte hatte Cortés in Marionetas  und Pobre juventud (beide 1986). Auch ihre Nichte und Pflegetochter Mapita Cortés wurde als Schauspielerin bekannt.